# دیگو خیمنز (بازیکن فوتبال، زاده ۱۹۹۱)
دیگو خیمنز (انگلیسی: Diego Jiménez؛ زادهٔ ۱۱ اوت ۱۹۹۱) بازیکن فوتبال اهل اسپانیا است.
از باشگاه‌هایی که در آن بازی کرده‌است می‌توان به باشگاه فوتبال رکریتیوو اوئلوا اشاره کرد.